# محمد معروف
محمد معروف حكم كرة قدم مصري دولي، من منطقة شمال سيناء لكرة القدم وأحد أعضاء هيئة تدريس بكلية التربية الرياضية بجامعة شمال سيناء، يشارك حاليًا في الدوري المصري الممتاز، وقد سبق له المشاركة بدوري أبطال أفريقيا.

## مسيرته
دخل مجال التحكيم موسم سنة 2005، وحصل علي الدرجة الأولى سنة 2010، ودخل القائمة الدولية موسم 2013–2014، وأدار لقاءات صعبة في دوري أبطال إفريقيا.

## تكريمه
حصل على لقب أفضل حكم موسم 2015–2016 في استفتاء قناة النيل للرياضة وشارك في الاستفتاء الخبراء الرياضيون بعد منافسة مع جهاد جريشة وإبراهيم نور الدين ومحمود البنا ليحصل علي اللقب بجدارة ؛ حيث يستحق اللقب لأنه أسند إليه مباريات صعبة هذا الموسم. وقامت جمعية «قدامى كرة القدم» بشمال سيناء بتكريمه بمناسبة حصوله على أفضل حكم.